# Inkafest
El Inkafest es un festival internacional de cine de montaña que se celebra anualmente en Perú desde el año 2005 con el propósito de fomentar tanto el montañismo, la escalada y otros deportes extremos como la ecología y el cuidado del medioambiente, especialmente de los ecosistemas de montaña. 
Es considerado el festival de cine de montaña más antiguo de Latinoamérica, por delante de otros certámenes de creación más reciente como el Festival Internacional de Cine de Montaña Ushuaia, en Argentina; o el Festival Internacional de Cine de Lo Valdés, en Chile.
El festival surgió de una idea de Ivan Canturin en 2004. Después de una presentación de dos filmes de montaña en el circulo sportivo Italiano, se planteó la idea de crear un festival de cine de montaña, esta idea fue madurando y tomó forma en el 2005, en el 1.er inkafest Mountain film, en la ciudad de Lima, teniendo un lleno total y creando un nuevo espacio cultural/deportivo en el Perú.
El objetivo del Festival es acercarse a las comunidades deportivas y a la gente de ciudad para ofrecerles películas, exposiciones, presentaciones de diapositivas que traten de deportes de montaña y aventura. Otro objetivo también es destacar la importancia de la ecología, la preservación de las montañas y la naturaleza en el mundo de hoy.
El Festival también crea una plataforma para el cambio de ideas entre cineastas, deportistas y el público, al mismo tiempo apoya los modos más artísticos y eficaces de comunicar todo lo relacionado al mundo de la montaña.
El Festival, también presenta a la región con una geografía espectacular para la práctica de los deportes de aventura, extremos y el montañismo, mediante los Films. También es crear un espacio para los documentalistas nacionales de poder presentar sus trabajos en el festival.
El INKAFEST mountain film festival, se desarrolla en la ciudad de Arequipa , teniendo 6 días de actividades.
- EL 2020 se realizó su primera versión ONLINE
- EL 2021 tuvo su 17° edición y fur una versión ONLINE y SEMIPRESENCIAL.
- El 2022 tuvo su edición 18° versión presencial y en línea
Este 2024 tendrá su edición 20° del 22 al 27 de octubre en la ciudad de Arequipa